# Огинский, Мартиан Михаил
Князь Мартиан Михаил Огинский (пол. Marcjan Michał Ogiński; 1672 — 1 апреля/29 октября 1750) — государственный и военный деятель Великого княжества Литовского, мечник великий литовский (1695—1703), каштелян (1703—1730) и воевода витебский (1730—1750), староста борисовский, привальский и вярбовский.
Мартиан Михаил Огинский — патрон-основатель Минского иезуитского коллегиума.

## Биография
Представитель старшей линии княжеского (прародитель ретовской ветви иногда называемой его именем) рода Огинских, второй сын воеводы мстиславского Шимона Кароля Огинского (ок. 1625—1694) и Теодоры Корсак. Двоюродный брат князя Казимира Доминика Огинского. Братья — староста дорсунский Богуслав (ок. 1669—1730) и старота усвятский Александр (ок. 1674—1709).
В 1695 году получил должность мечника великого литовского. В 1718 году Мартиан Михаил Огинский получил борисовское староство от вдовы Констанции (из рода Подберезских), которое дважды передавал своему старшему сыну Игнатию Огинскому, к котормоу староство оконачательно перешло в 1744 году.
В 1703 году Мартиан Михаил Огинский был назначен каштеляном витебским, а в 1730 году получил должность воеводы витебского.
Участник оппозиции в 1720—1730-х годах. Маршалок Трибунала Литовского в 1712, 1718 и 1723 годах. Также был маршалком генеральной конфедерации Великого княжества Литовского и опирался на связи с российским двором.
В 1733 году воевода витебский князь Мартиан Михаил Огинский поддержал избрание Станислава Лещинского на королевский престол Речи Посполитой. В 1736 году был награждён Орденом Белого Орла.

## Семья

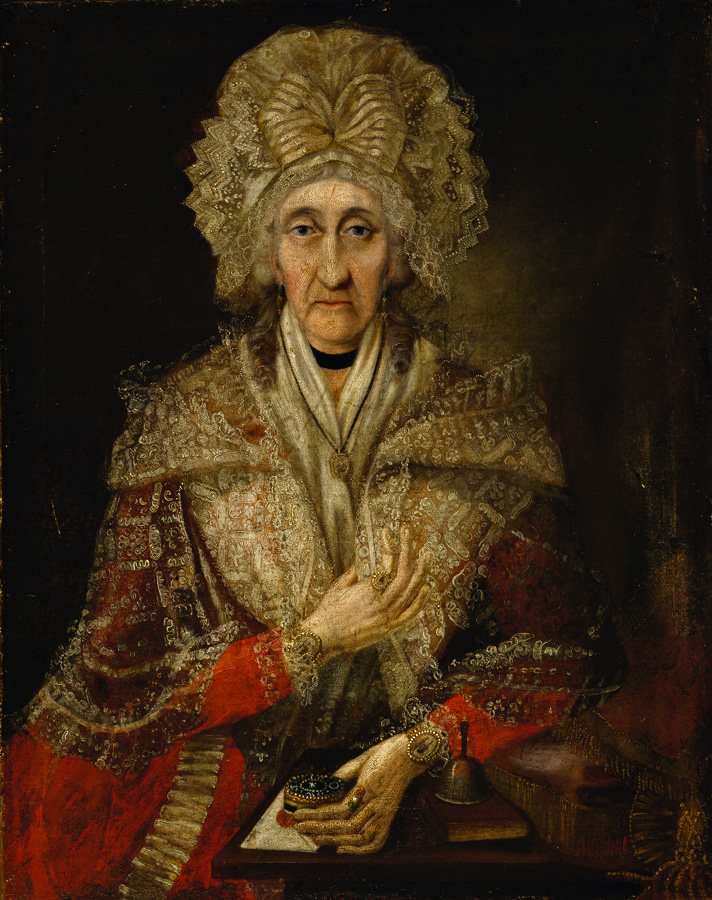
Портрет Терезы Огинской из рода Бжостовских (неизвестный художник)

Был четырежды женат. В 1701 году первым браком женился на Терезе Бжостовской (ум. 1721), дочери воеводы трокского Киприана Павла Бжостовского, в 1723 году вторично женился на Терезе Тизенгаузен (ум. 1730), в 1733 году в третий раз — на Кристине Абрамович (ум. 1738), в 1745 году в четвёртый раз женился на Текле Анне Ларской (ум. 1759).
Дети от первого брака:
- Игнатий Огинский (ок. 1698—1775), маршалок великий литовский и каштелян виленский
- Франтишек Ксаверий Огинский (ум. после 1750), иезуит, ректор коллегиума в Вильне, Витебске и Минске
- Тадеуш Франтишек Огинский (1711—1783), каштелян и воевода трокский
- Казимир Игнацы Огинский (ум. после 1769), староста бабиновский
- Станислав Ежи Огинский (1710—1748), каштелян мстиславский и витебский
- Барбара Огинская (ум. ок. 1725), жена с 1715 года каштеляна полоцкого Кшиштофа Констанция Паца (ум. 1725)
- Анна Огинская, жена старосты керновского Матеуша Бялозора
- Марциана Огинская (1713—1766), жена с 1723 года воеводы волынского Михаила Потоцкого (ок. 1660—1749)
- Бенедикта Огинская (ум. 1748), жена с 1736 года воеводы смоленского Юзефа Скумина-Тышкевича (1716—1790)

Дети от второго брака:
- Станислава Тереза Огинская, жена маршалка мозырского Рафаила Оскерки
- Мария Огинская, жена стражника великого литовского Юзефа Юдицкого (1719—1797)